# 今宮神社 (熱海市)
今宮神社（いまみやじんじゃ）は、静岡県熱海市桜町にある神社。
第二小学校に隣接した、熱海市街地西部（南部）の中心的な神社である。

## 概要
仁徳天皇の治世に創建されたと伝わる。
源頼朝が、伊東祐親の追っ手から伊豆山神社（伊豆山権現）へと逃れる過程で、（南方の山中の湧き水（頼朝の一杯水）で体力を回復した後に、下山してきて）当神社へ寄り、源氏の再興を祈願したと伝承される。
宮司の泉明寺みずほは2015年4月の熱海市議会議員選挙に立候補し、初当選した。2022年9月4日公示・9月11日執行の熱海市長選挙に立候補し、市議を自動失職した。

## 祭神
- 事代主命（えびすさん）
- 大国主神（だいこくさん）

## 祭事
- 節分祭（2月3日）
- 例大祭（10月19日〜20日） - 熱海市街地周辺では、伊豆山神社が春（4月中旬）、来宮神社が夏（7月中旬）に例大祭を行い、3ヶ月毎に南下してくる例大祭の締め括りに、この今宮神社の秋（10月）の例大祭が位置づけられることになる[7][8]。
  - 10月19日
    - 神幸行列
    - 宵宮祭（社伝神楽奉納・稚児舞奉納）
    - 奉納演芸大会

  - 10月20日
    - 本祭（社伝神楽奉納・稚児舞奉納）
    - 神輿パレード
- 今宮えびす市（11月末〜12月初頭頃） - かつて毎年2月に行われていた行事を、2020年から30年ぶりに復活させた[9]。

## 周辺
北東隣りに熱海市立第二小学校がある。

## アクセス
- 東海バス桜ヶ丘行き : バス停「神社前」